# Anne-Marie Miéville
Pour les articles homonymes, voir Miéville.
Anne-Marie Miéville, née le 11 novembre 1945 à Lausanne, est une cinéaste, réalisatrice, productrice, scénariste, actrice et écrivaine vaudoise.

## Biographie
Née en 1945 à Lausanne, Anne-Marie Miéville exerce la profession de photographe et est gérante d'une librairie. Elle enregistre aussi dans les années 1960 deux disques de variétés chez Barclay, sur des chansons de Jean-Jacques Debout. Puis en 1972, elle rencontre Jean-Luc Godard à Paris, qui devient son compagnon, jusqu'à la mort de celui-ci survenue en 2022. Dans un premier temps, de 1973 à 1994, elle collabore avec ce cinéaste en tant que photographe, scénariste, monteuse, coréalisatrice et assume pour certains de ses/leurs films la direction artistique. Puis en 1983, elle réalise son premier court-métrage, How can I love, et, un an plus tard, un deuxième court-métrage, Le Livre de Marie.
Depuis, elle continue à réaliser des films. Au travers de ses récits cinématographiques, elle questionne, avec une singularité de ton, l'amour, le temps, le sens des choses, …  Son premier long-métrage s'intitule : Mon cher sujet et sort en 1988. Suit en 1994  Lou n'a pas dit non.
En 1994 toujours, Anne-Marie Miéville publie Histoire du garçon, un texte retraçant le parcours et la vie de son frère Alain, mort accidentellement en 1993. En 1996/1997 est diffusé un nouveau long-métrage, Nous sommes tous encore ici. Puis en 2000, Après la réconciliation dans lequel elle paraît, accompagnée de Claude Perron, Jacques Spiesser, Jean-Luc Godard et Xavier Marchand.
En 2002, elle écrit Images en paroles, courts textes parus aux Farrago dont l'éditeur écrit qu'ils sont « une suite de plans fixes, de courts métrages de l'écriture. Il ne s'agit pas à proprement parler de nouvelles, mais plutôt de moments indicibles, de parfums fugitifs d'images, où il s'agirait de filmer avec des mots ».

## Filmographie

### Réalisatrice
- 1975 : Numéro deux (coréalisé avec Jean-Luc Godard)
- 1975 : Comment ça va (coréalisé avec Jean-Luc Godard)
- 1976 : Ici et ailleurs (coréalisé avec Jean-Luc Godard)
- 1976 : Six fois deux / Sur et sous la communication (feuilleton TV, coréalisé avec Jean-Luc Godard)
  - 1a : Y a personne
  - 1b : Louison
  - 2a : Leçons de choses
  - 2b : Jean-Luc
  - 3a : Photos et Cie
  - 3b : Marcel
  - 4a : Pas d’histoires
  - 4b : Nanas
  - 5a : Nous trois
  - 5b : René(e)s
  - 6a : Avant et après
  - 6b : Jacqueline et Ludovic
- 1977 : Papa comme maman : Libre propos sur la fonction de mère[7] (film pour l’émission Écouter voir, Télévision suisse romande)
- 1977 : France, tour, détour, deux enfants (feuilleton TV, coréalisé avec Jean-Luc Godard)
  - 1. Obscur/Chimie
  - 2. Lumière/Physique
  - 3. Connu/Géométrie/Géographie
  - 4. Inconnu/Technique
  - 5. Impression/Dictée
  - 6. Expression/Français
  - 7. Violence/Grammaire
  - 8. Désordre/Calcul
  - 9. Pouvoir/Musique
  - 10. Roman/Économie
  - 11. Réalité/Logique
  - 12. Rêve/Morale
- 1983 : How Can I Love
- 1984 : Le Livre de Marie (court-métrage, prologue au film Je vous salue, Marie de Jean-Luc Godard)
- 1986 : Soft and Hard (coréalisé avec Jean-Luc Godard)
- 1986 : Faire la fête (court-métrage)
- 1988 : Mon cher sujet
- 1989 : Le Rapport Darty (coréalisé avec Jean-Luc Godard)
- 1991 : L'Enfance de l'art (épisode de la série de l'Unicef Comment vont les enfants ?, coréalisé avec Jean-Luc Godard)
- 1991 : Contre l'oubli (film collectif en soutien aux prisonniers politiques)
- 1992 : Parisienne People Cigarettes (film publicitaire coréalisé avec Jean-Luc Godard)
- 1994 : Lou n'a pas dit non
- 1995 : Deux fois cinquante ans de cinéma français (coréalisé avec Jean-Luc Godard)
- 1996 : Nous sommes tous encore ici
- 1998 : The Old Place. Small Notes Regarding the Arts at Fall of 20th Century (coréalisé avec Jean-Luc Godard)
- 2000 : Après la réconciliation
- 2002 : Liberté et Patrie (vidéo)
- 2008 : Souvenir d'utopie (court-métrage)

### Scénariste
- 1974 : Ici et ailleurs (sorti en 1976).
- 1975 : Numéro deux
- 1978 : Comment ça va?
- 1976 : Six fois deux / Sur et sous la communication (feuilleton TV)
- 1977 : France / tour / détour / deux enfants (feuilleton TV)
- 1980 : Sauve qui peut (la vie)
- 1985 : Détective
- 1986 : Faire la fête
- 1988 : Mon cher sujet
- 1994 : Lou n'a pas dit non
- 1996 : Nous sommes tous encore ici
- 2000 : Après la réconciliation
- 2002 : Liberté et patrie (vidéo)
- 2002 : Ten Minutes Older: The Cello

### Monteuse
- 1976 : Ici et ailleurs (sorti en 1976).
- 1976 : Six fois deux / Sur et sous la communication (feuilleton TV)
- 1980 : Sauve qui peut (la vie)
- 1985 : Je vous salue, Marie
- 1986 : Faire la fête
- 1988 : Mon cher sujet
- 1995 : Deux fois cinquante ans de cinéma français
- 2000 : Après la réconciliation
- 2002 : Liberté et patrie (vidéo)

### Actrice
- 1976 : Quand la gauche sera au pouvoir (sur la chanson "Faut pas rêver" de Patrick Juvet), voix off.
- 1986 : Soft and Hard
- 1989 : Le Rapport Darty : Mamzelle Clio
- 2000 : Après la réconciliation : La femme

### Productrice
- 1976 : Ici et ailleurs  (sorti en 1976).
- 1978 : Comment ça va